# Église Saint-Pierre de Meslay-du-Maine
Pour les articles homonymes, voir Église Saint-Pierre.
L'église Saint-Pierre est une église catholique située à Meslay-du-Maine, dans le département français de la Mayenne.

## Localisation
L'église est située dans le bourg de Meslay-du-Maine, place de l'Église.

## Histoire
L'édifice est restauré à plusieurs reprises, en 1827, 1842 et 1849. Auparavant, il présentait une nef assez basse avec une façade garnie de quatre contreforts et un chœur plus étroit que la nef.
L'inventaire se déroule le 5 février 1906.
Dans la nuit du 6 au 7 octobre 2012, l'église est vandalisée en même temps que celle du Le Bignon-du-Maine. Des statues ainsi que des objets de cultes ont été déplacés aux alentours et certains ont été retrouvés renversés sur le sol et le devant de l'église.

## Architecture et extérieurs

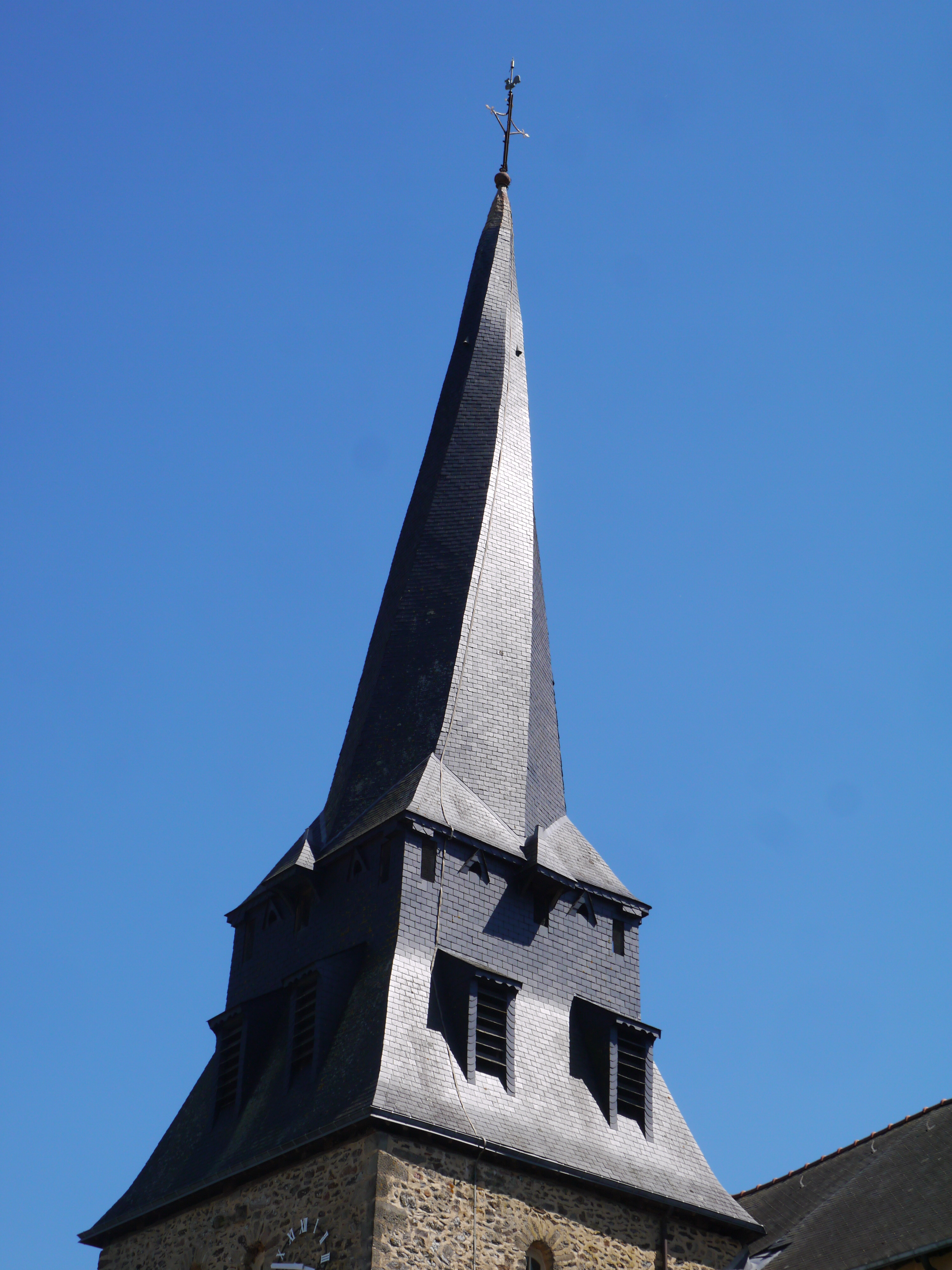
Le clocher tors.

Datant à sa base du XIe siècle, la tour-clocher prend la forme d'un clocher tors. Ce clocher fut « bouleversé par un orage de vent » le 6 mars 1630 et relevé le 12 septembre suivant sur les plans de l'architecte lavallois Jean Martinet, qui était venu sur place « pour voir et remarquer le lieu propre pour bastir et édiffier un clocher... augmenter et accroistre la dicte église ».
Une cloche, nommée Pierre par Pierre Jourdan et Simone Marest, dame de Montavalon, y est placée le 2 août de la même année et demeure aujourd'hui. Elle est classée à titre d'objet aux Monuments historiques.
La flèche est recouverte d'ardoises et présente une torsion régulière de 1/8e de tour, de gauche à droite. L'origine de la torsion est controversée.
La tour est munie de contreforts ajoutés au XVe siècle.

## Intérieur
L'un des bras du transept abrite une chapelle fondée et dotée par Catherine de Vauclin en 1643.
Les autels sont dédiés à saint Julien le Martyr (1516), sainte Barbe (1520), Notre-Dame-de-Pitié (1667) et saint Sébastien. 